# 船越弘
船越 弘（ふなこし ひろむ、1907年（明治40年）5月7日 - 1967年（昭和42年）9月7日）は、昭和期の実業家、政治家。衆議院議員、広島県三次市長。

## 経歴
広島県出身。松山高等学校を経て、1932年（昭和7年）京都帝国大学法学部法律学科（独法）を卒業。
1942年（昭和17年）5月、三次町会議員に選出された。2期在任し、1947年（昭和22年）5月、町議会議長となる。双三郡町村会議長会長も務めた。
1949年（昭和24年）1月の第24回衆議院議員総選挙に広島県第3区から民主自由党から出馬して初当選。1952年（昭和27年）10月の第25回総選挙で自由党から立候補したが落選。1953年（昭和28年）4月の第26回総選挙では再選され、衆議院議員に通算2期在任した。この間、自由党人事副部長、同政調会林業副部長などを務めた。1955年（昭和30年）2月の第27回総選挙に立候補したが落選した。
1960年（昭和35年）1月、三次市長に就任し、2期在任して、1967年9月に現職で死去するまで務めた。産業振興、市民憲章の制定、公共施設の整備、総合開発基本構想の策定、林業構造改善事業の実施などに尽力した。また、三江線全通促進期成同盟会長、中国縦貫自動車道建設広島県期成同盟会長、江の川改修促進期成同盟会長、三次市交通安全対策協議会長なども務めた。
実業界では、広島県薪炭生産組合理事長、広島燃料興業取締役、船越林産取締役、米田物産副社長などに在任した。